# Woods of Birnam
Woods of Birnam est un groupe de pop allemand, originaire de Dresde.

## Histoire
Quatre musiciens du groupe Polarkreis 18 accompagnent Christian Friedel en 2011 lors d'une tournée dans le cadre de la promotion de l'EP solo de Friedel, The Closer EP. Après cette tournée, Woods of Birnam est fondé en tant que projet parallèle à Polarkreis 18. Le nom fait référence à la forêt de Birnam, qui joue un rôle fatidique dans le drame de Shakespeare Macbeth pour le personnage principal.
En décembre 2011, l'enregistrement d'un premier album commence, mais il est interrompu au printemps 2012. À partir de cette session d'enregistrement, entre autres, l'EP The Healer EP, limité à 200 exemplaires, est produit à ses frais pour d'autres concerts du groupe et sort sans label.
En septembre 2012, les répétitions commencent pour une production de Hamlet de William Shakespeare, mis en scène par Roger Vontobel. Friedel tient le rôle titre et Woods of Birnam l'accompagne en tant que groupe sur scène. Les chansons et la musique qui émergent de ce travail sont publiées dans Hamlet Live EP en 2013 avec le soutien du magazine Theater der Zeit et du Staatsschauspiel Dresden.
En mai 2013, les enregistrements du premier album débutent au Radiobuellebrueck Studio sous la direction du producteur Tobias Siebert. La production prend une bonne année et se termine en juin 2014. Le premier album du même nom que le groupe sort le 7 novembre 2014 après la sortie numérique des singles The Healer et I’ll Call Thee Hamlet. En décembre 2014, on annonce que le groupe contribuerait à la chanson thème du film Honig im Kopf de Til Schweiger. Ainsi, le single I’ll Call Thee Hamlet est réédité numériquement en décembre. La première grande tournée du groupe en Allemagne et en Autriche suit en mars 2015.
Le 25 février 2016, Woods of Birnam participe à l'émission de la sélection de l'Allemagne pour le Concours Eurovision de la chanson 2016. La chanson Lift Me Up (From The Underground) laisse présumer l'album prévu Grace, mais le groupe préfère le projet Shakespeare. Le groupe finit dernier des dix participants de l'émission avec 1.83% des voix. En décembre 2016, la production théâtrale Searching for William est créée au Staatsschauspiel Dresden, Friedel fait la mise en scène.
Après une série de concerts individuels dans les pays germanophones à partir de janvier 2018, le groupe organise le premier festival en plein air "Come to the Woods" à Dresde en juin 2018 et se produit avec des amis musiciens de Joco, Kat Frankie et Enno Bunger.
Son troisième album Grace sort le 5 octobre 2018. Jusqu'à la fin de 2018, en plus des concerts, l'accent sera mis sur les représentations théâtrales à Düsseldorf et à Dresde, et à partir de janvier 2019, une tournée de neuf concerts en Allemagne pour le nouvel album suit.

## Discographie
Albums
- 2014 : Woods of Birnam
- 2017 : Searching for William
- 2018 : Grace
- 2020 : How to Hear a Painting

EPs
- 2012 : The Healer EP
- 2013 : Hamlet Live EP

Singles
- 2014 : The Healer (digital)
- 2014 : I’ll Call Thee Hamlet (digital)
- 2015 : Closer (digital)
- 2015 : Down (digital)
- 2016 : Lift Me Up (From The Underground) (digital)
- 2016 : A Fairy Song (digital)
- 2017 : Where The Bee Sucks (digital)
- 2017 : Something Wicked This Way Comes (digital)
- 2018 : Isolation (digital)
- 2018 : Grace (digital)

Bandes originales
- 2014 : Honig im Kopf (I’ll Call Thee Hamlet)

## Source de la traduction
- (de) Cet article est partiellement ou en totalité issu de l’article de Wikipédia en allemand intitulé « Woods of Birnam » (voir la liste des auteurs).

1. ↑  (de) Nicole Janke, « Woods Of Birnam: Vom Theater auf die ESC-Bühne », sur eurovision.de, 2016 (consulté le 17 octobre 2020)